# Roland Kiefaber
Roland Kiefaber (* 19. September 1942) ist ein ehemaliger deutscher Fußballspieler und -trainer. Der Verteidiger hat von 1963 bis 1969 in der Fußball-Bundesliga insgesamt 80 Ligaspiele für den 1. FC Kaiserslautern bestritten. In der letzten Runde der erstklassigen Fußball-Oberliga Südwest, 1962/63, gewann er mit dem FCK die Meisterschaft und absolvierte in der Endrunde um die deutsche Fußballmeisterschaft alle sechs Gruppenspiele.

## Karriere
Roland Kiefaber wechselte 1962 mit 19 Jahren vom FC Phönix Otterbach aus dem unteren Amateurbereich in der Westpfalz zum 1. FC Kaiserslautern in die Oberliga Südwest. Aus dem Vertragsspielerlager verstärkte sich der FCK darüber hinaus mit Willy Reitgaßl (Karlsruher SC), Erich Meier (Eintracht Frankfurt) und Willi Kostrewa (Eintracht Gelsenkirchen). Das Defensivtalent aus Otterbach debütierte am 2. September, 17 Tage vor seinem 20. Geburtstag, bei einem Auswärtsspiel gegen Wormatia Worms, in der Oberliga. Mit Heinrich Bauer und Jürgen Neumann bildete er bei einer 1:3-Auswärtsniederlage die Läuferreihe. In der letzten Saison der Oberliga als höchste deutsche Spielklasse absolvierte er 16 Ligaspiele ohne Torerfolg. Als Meister der Oberliga Südwest qualifizierte sich der FCK für die Endrunde um die Deutsche Meisterschaft. Kiefaber nahm hier an allen sechs Gruppenspielen des FCK gegen Hertha BSC, 1. FC Köln und den 1. FC Nürnberg teil, von denen allerdings keines gewonnen werden konnte. Bei der 2:8-Schlappe beim 1. FC Köln bekämpfte er als rechter Verteidiger den Kölner Linksaußen Heinz Hornig. Wesentlich zu dem hohen Ergebnis hat die Verletzung von Torhüter Wolfgang Schnarr bereits nach 16. Minuten beigetragen. Nach dem Kölner Treffer in der 51. Minute zur 3:2-Führung musste Schnarr endgültig das Tor räumen und FCK-Angreifer Manfred Feldmüller kassierte die restlichen fünf Kölner Treffer.
Ab 1963 war er Bundesligaspieler bei den „Roten Teufeln“. Kiefaber gehört dem Spielerkreis an, die am 24. August 1963, als Aktive die neue Leistungskonzentration im DFB zum Laufen brachten. Mit Schnarr, Werner Mangold, Willi Wrenger, Dieter Pulter und Jürgen Neumann bildete er am Starttag der Bundesliga bei einem 1:1-Auswärtsremis bei Eintracht Frankfurt die Lauterer Defensive. Kiefaber war bei dem 5:0-Auswärtserfolg am 26. Oktober 1963 beim 1. FC Nürnberg, aber auch bei den beiden hohen Niederlagen am 16. November gegen Borussia Dortmund (3:9) und am 18. April 1964 gegen den Hamburger SV (3:7) in der Debütrunde der Bundesliga dabei. Kaiserslautern belegte den 12. Rang und Kiefaber hatte in 22 Bundesligaspielen aktiv dabei unter Trainer Günter Brocker mitgewirkt. Im Mai und Juni erlebte er auch noch die internationalen Spiele gegen SC Enschede, VAV Beerschot und den FC Grenchen im Intertoto-Cup. Als in der zweiten Bundesligarunde, 1964/65, Werner Liebrich ab dem 27. Februar 1965 als „Retter“ einspringen musste, wiederholte der Verteidiger seine Einsatzzahlen vom ersten Bundesligajahr. Er war dann auch beim abschließenden 2:1-Auswärtserfolg am 15. Mai 1965 bei Eintracht Frankfurt an der Seite von Dietmar Schwager und Kollegen im Einsatz, womit der 13. Rang mit 25:35 Punkten erreicht wurde.
Zur Saison 1965/66 kam mit Gyula Lóránt ein neuer Trainer und mit Otto Geisert, Uwe Klimaschefski und Manfred Rummel auch drei neue Spieler nach Kaiserslautern. Überraschenderweise entwickelte sich im Lauf der Runde der junge Verteidiger Herward Koppenhöfer von Wacker Weidenthal aus dem Neustadter Tal, zu einem der hoffnungsvollsten Verteidigertalente der Liga und kam auf Anhieb zu 23 Einsätzen. Durch die neue Konkurrenz von Klimaschefski und Koppenhöfer, in Verbindung mit den bereits vorhandenen Defensivakteuren Willi Kostrewa, Dietmar Schwager und Gerd Schneider kam Kiefaber 1965/66 beim Erreichen des 15. Ranges in der erstmals mit 18 Vereinen bestückten Bundesliga, nur noch auf 16 Rundeneinsätze. Als im zweiten Lorant-Jahr, 1966/67, sich die „Roten Teufel“ unerwartet auf den fünften Rang nach vorne spielen konnten, ging die Einsatzzahl des Mannes aus Otterbach auf 12 Bundesligaeinsätze zurück. Jetzt hatte er in der FCK-Abwehr noch den beinharten Konkurrenten Otto Rehhagel vor sich, der Ex-Essener war von Hertha BSC an den Betzenberg gekommen, und sorgte mit dafür, dass Lautern mit dem Torverhältnis von 43:42 Toren das bisher beste Rundenergebnis in der Bundesliga erreichte. In seinen letzten zwei Spielzeiten, 1967/68 und 1968/69, kam Kiefaber lediglich noch als Ergänzungsspieler zum Einsatz. Das letzte Bundesligaspiel bestritt der Verteidiger am 15. März 1969 bei einer 0:1-Auswärtsniederlage bei Alemannia Aachen, als er in der 13. Minute für den verletzten Rehhagel eingewechselt wurde.
Bis 1969 kam er 80-mal in der 1. Bundesliga zum Einsatz – wieder ohne Torerfolg. Im DFB-Pokal war Kiefaber mit dem 1. FC Kaiserslautern in den Runden 1965/66 und 1968/69 zweimal bis in das Halbfinale vorgedrungen. 1966 scheiterte er mit seinen Mannschaftskollegen mit 3:4 beim Meidericher SV, 1969 am FC Schalke 04 im Wiederholungsspiel.
Zur Spielzeit 1969/70 ging Kiefaber in das Amateurlager zurück und übernahm beim unterklassigen SV Niederkirchen im Landkreis Kaiserslautern das Amt des Spielertrainers. Dieses Amt führte er bis 1980 aus. Als Spielertrainer in der A-Klasse Westpfalz Mitte wurde er vom Regionalverband Südwest zu Auswahlspielen um den Länderpokal berufen.

## Statistik
| Liga                                   | Spiele (Tore) |
| -------------------------------------- | ------------- |
| Bundesliga (I)                         | 80 (0)        |
| Oberliga (I)                           | 16 (0)        |
| Wettbewerb                             |               |
| Endrunde um die Deutsche Meisterschaft | 06 (0)        |
| DFB-Pokal                              | 10 (1)        |